# Sonneratia lanceolata
Sonneratia lanceolata är en fackelblomsväxtart som beskrevs av Carl Ludwig von Blume. Sonneratia lanceolata ingår i släktet Sonneratia och familjen fackelblomsväxter. Inga underarter finns listade i Catalogue of Life.